# Білл Брайсон
Вільям МакГьюр Брайсон — британський автор понад 20 книжок туристичної та наукової тематики. Народившись в США, більшу частину дорослого життя був резидентом Великій Британії. З 1995 по 2003 роки, повернувшись на батьківщину, проживав у Ганновері, штат Нью-Гемпшир. В період 2005-2011 роки працював канцлером Даремского Університету.
Брайсон отримав визнання у Великій Британії після публікації у 1995 році «Notes from a Small Island» — нарисів  дослідження Британії та супровідних телесеріалів. Широке визнання отримав після публікації 2003 року видання «A Short History of Nearly Everything» (укр. Коротка історія майже всього на світі. Від динозаврів і до космосу), книги, широко відомої завдяки доступному поясненню науки.

## Ранні роки
Брайсон народився в Де-Мойні, штат Айова, в родині спортивного журналіста Білл Брайсона-старшого и Агнес Марії. Його мати була ірландського походження (уроджена McGuire). В нього був старший брат Майкл (1942-2012 рр.) і сестра, Марія Джейн Елізабет. У 2006 році Брайсон опублікував «The Life and Times of the Thunderbolt Kid», гумористичну розповідь про роки свого дитинства в Де-Мойн.
Протягом двох років Брайсон відвідував Університет Дрейка (англ. Drake University), а в 1972 році покинувши навчання, чотири місяці подорожує  Європою.
Наступного року він повернувся зі своїм шкільним товаришем та описав їхні пригоди у книзі «Neither Here nor There: Travels in Europe».

## Переїзд до Великої Британії
Брайсон вперше відвідав Велику Британію у 1973 році під час подорожі  Європою і вирішив залишитися в країні після отримання роботи в психіатричній лікарні – зараз вже закритий санаторій Холлоуей (англ. Holloway Sanatorium) у графстві Суррей. Там він познайомився з медсестрою Сінфією Біллен, з якою одружився в 1975 році. Того ж року переїхали до рідного міста Брайсона в Де-Мойн, Айова, щоб Брайсон міг закінчити свій коледж, а в 1977 році повернулись до Британії.

Він працював журналістом, спочатку для Bournemouth Evening Echo, і зрештою став головним редактором філіалу бізнес-відділу The Times, а згодом заступником національного редактора новин бізнес-секції The Independent. В 1987 році залишив журналістику і почав писати самостійно.
В даний час Брайсон живе в сільському Гемпширі та має невелику квартиру в Південному Кенсінгтоні. Вільям довгий час відмовлявся від отримання громадянства Британії,  лише в 2014 році у Вінчестері відбулась церемонія прийняття і зараз він має подвійне громадянство.

## Твори
Проживаючи в США в 1990-х роках, Брайсон кілька років писав колонку для британської газети, що відображає гумористичні аспекти його репатріації в США. Ці дописи згодом стали основою книги «I'm a Stranger Here Myself», яка вийшла під альтернативою назвою «Notes from a Big Country» у Великій Британії, Канаді та Австралії. За час свого проживання у Сполучених Штатах Брайсон здійснив подорож по Аппалачської стежки разом зі своїм другом Стівеном Кацем (псевдонім), про яку він написав книгу «A Walk in the Woods» (укр. Прогулянка лісами. Двоє лінюхів проти дикої природи), а у 2015 році у прокат вийшов адаптований фільм за цією книгою.
У 2003 році,в рамках Всесвітнього дня книги, британці відзначили книгу Брайсона «Notes from a Small Island», яка найкращим чином відображає британську ідентичність та стан нації. У тому ж році він був призначений Комісаром з Англійської спадщини.
Його науково-популярна книга «A Short History of Nearly Everything» нараховує 500 сторінок і досліджує не тільки історію та сучасний стан науки, але також розкриває її скромний, а інколи і гумористичні початок. Хоча один «провідний вчений», як стверджують, жартома назвав цю книгу «прикро вільною від помилок», сам Брайсон не підтримує таких претензії, а список деяких помилок у книзі доступний в Інтернеті.
У листопаді 2006 року Брайсон поспілкувався про стан науки та освіти з Тоні Блером, який на той час займав посаду прем'єр-міністра Великої Британії.
Крім того, Брайсон написав дві популярні праці з історії англійської мови — «The Mother Tongue» (1990 р.) і посібник «Bryson's Dictionary of Troublesome Words» (1983 р.), нещодавно оновлений.
| Назва | Дата публикації | Жанр      |
| --- | --------------- | --------- |
| The Palace under the Alps and Over 200 Other Unusual, Unspoiled and Infrequently Visited Spots in 16 European Countries | січень 1985     | Подорож   |
| The Lost Continent: Travels in Small-Town America                                                                       | серпень 1989    | Подорож   |
| The Mother Tongue: English and How It Got That Way (U.S.) Mother Tongue: The English Language (UK)                      | 01-06-1990      | Мова      |
| Neither Here nor There: Travels in Europe                                                                               | 01-02-1992      | Подорож   |
| Made in America (UK) Made in America: An Informal History of the English Language in the United States (U.S.)           | 04-07-1994      | Мова      |
| Notes from a Small Island                                                                                               | 16-05-1996      | Подорож   |
| A Walk in the Woods: Rediscovering America on the Appalachian Trail                                                     | 04-05-1998      | Подорож   |
| Notes from a Big Country (UK) I'm a Stranger Here Myself (U.S.)                                                         | 01-01-1999      | Подорож   |
| Down Under (UK) In a Sunburned Country (U.S.)                                                                           | 06-06-2000      | Подорож   |
| Bryson's Dictionary of Troublesome Words                                                                                | 17-09-2002      | Мова      |
| Walk About | 01-10-2002      | Подорож   |
| Bill Bryson's African Diary                                                                                             | 03-12-2002      | Подорож   |
| A Short History of Nearly Everything                                                                                    | 06-05-2003      | Наука     |
| The Life and Times of the Thunderbolt Kid                                                                               | 07-10-2006      | Мемуари   |
| Shakespeare: The World as Stage                                                                                         | 01-01-2007      | Біографія |
| Bryson's Dictionary for Writers and Editors                                                                             | 20-05-2008      | Мова      |
| Icons of England | 09-09-2008      | Подорож   |
| A Really Short History of Nearly Everything                                                                             | 27-10-2009      | Наука     |
| At Home: A Short History of Private Life                                                                                | 05-12-2010      | Історія   |
| One Summer: America, 1927                                                                                               | 01-10-2013      | Історія   |
| The Road to Little Dribbling: More Notes From a Small Island                                                            | 08-10-2015      | Подорож   |

## Премія Роберта Білла Брайсона
На початку 2006 року Королівське хімічне товариство (англ. Royal Society of Chemistry — RSC) заснувало нову нагороду, підтриману Біллом Брайсоном та його видавцями. Мета конкурсу — залучити студентів всього світу до зрозумілого пояснення науки.
|                                                    | Ми із задоволенням відкриваємо цю захоплюючу просвітницьку ініціативу та сподіваємось, що участь Білла Брайсона сприятиме створенню нового покоління письменників та науковців у галузі науки.Оригінальний текст (англ.) We are delighted to launch this exciting educational initiative and hope that Bill Bryson's involvement will encourage a new generation of science writers and scientists. |
| — Dr Simon Campbell, (президент RSC 2004-2006 рр.) | |

Влітку 2005 р. RSC розповсюдила примірники книги Білла Брайсона «A Short History of Nearly Everything» серед всіх шкіл Великої Британії. Білл Брайсон щедро пожертвував роялті за книгу, на користь фінансової винагороди конкурсу від RSC та його видавців Transworld Publishers.

## Переклади українською
- Білл Брайсон. Коротка історія майже всього на світі. Від динозаврів і до космосу / пер. Олена Замойська. — К.: Наш Формат, 2018. — 472 с. — ISBN 978-617-7513-04-8.
- Білл Брайсон. Прогулянка лісами. Двоє лінюхів проти дикої природи / пер. Дар'я Лученкова. К.: Наш Формат, 2017. — 296 с. — ISBN 978-617-7513-52-9

## Переклади російською
- Брайсон Б. Путешествия по Европе / пер. с англ. Кролик Н.. — М.: Гелеос, 2005. — 267 с. — (Geleos : 100 % бестселлер). — ISBN 5-8189-0445-8.
- Брайсон Б. Краткая история почти всего на свете / пер. с англ. В. П. Михайлова. — 2-е изд., испр. и доп. — М.: Гелиос, 2007. — 573 с. — ISBN 5-8189-0789-9.
- Брайсон Б. Остров её Величества: маленькая Британия Большого Мира = Notes from a Small Island / пер. с англ. Г. Соловьёвой. — М., СПб.: Эксмо, Мидгард, 2008. — 350 с. — (Биографии Великих Стран (БВС)). — ISBN 978-5-699-30482-0.
- Брайсон Б. Страна Дяди Сэма. Привет, Америка! / пер. с англ. Е. Габитбаевой. — М., СПб.: Эксмо, Мидгард, 2009. — 415 с. — (Биографии великих стран : БВС). — ISBN 978-5-699-34020-0.
- Брайсон Б. 100% Америка, или Как я стал мужчиной = The Life and Times of the Thunderbolt Kid / пер. с англ. В. Михайлова. — М.: Geleos Publishing House, 2010. — 316 с. — ISBN 978-5-412-00050-3.
- Брайсон Б. Сделано в Америке = Made in America / пер., коммент. В. Шейнкера. — М.: Центр книги Рудомино, 2013. — 511 с. — ISBN 978-5-7380-0410-0.
- Брайсон Б. Краткая история быта и частной жизни = At Home: A Short History of Private Life / пер. с англ. Т. Трефиловой. — М.: АСТ, 2014. — 637 с. — ISBN 978-5-17-083335-1.
- Брайсон Б. Шекспир. Весь мир — театр = Shakespeare: The World as Stage / пер. с англ. А. Николаевской. — М.: Центр книги Рудомино, 2014. — 319 с. — ISBN 978-5-00087-028-0.
- Брайсон Б. Краткая история быта и частной жизни = At Home: A Short History of Private Life / пер. с англ. Т. Трефиловой. — М.: АСТ, 2016. — 637 с. — (Цивилизация: рождение, жизнь, смерть). — 2000 экз. — ISBN 978-5-17-099180-8.
- Брайсон Б. Прогулка по лесам = A Walk in the Woods: Rediscovering America on the Appalachian Trail. — М.: Э, 2016. — 366 с. — (На грани возможного. Дикие истории экстремальных путешествий). — 7000 экз. — ISBN 978-5-699-85027-3.